# Казанли, Дмитрий Николаевич
Дмитрий Николаевич Казанли (1904, Санкт-Петербург — 1959) — астроном, геодезист, геофизик, кандидат геолого-минералогических наук; лауреат Ленинской премии.

## Биография

Родился в Петербурге в семье известного композитора Н. И. Казанли. Мать, Надежда Александровна, была учительницей.
В 1918 вступил добровольцем в Красную Армию, но вскоре был демобилизован как несовершеннолетний. Затем работал пекарем и учился в вечерней школе.
В 1923 году поступил и в 1928-м окончил физико-математический факультет Ленинградского Университета. Студентом начал работать в Геолкоме, где прошел путь от коллектора до начальника партии. Принимал участие в Первой Колымской экспедиции в 1928—1929 и последующих экспедициях на Колыму в 1930—1933 в качестве астронома-геодезиста.
Арестован, помещен в Магаданскую тюрьму, где находился с 22 июля 1938 по 12 ноября 1941. Освобожден за недоказанностью обвинения, однако не получил разрешения остаться в Магадане.
В последующие годы работал в Алма-Ате. Сотрудник Геологического института АН КазССР.
Скончался в 1959 году, похоронен на Центральном кладбище Алма-Аты.

## Вклад в науку
Составил первые точные карты внутренних районов современной Магаданской области. Его астропункты много лет служили опорными ориентирами, и к ним привязывали свою глазомерную съёмку поисково-разведочные отряды ГРУ.
Автор популярной книги о внутреннем строении Земли.
Лауреат Ленинской премии (в группе под руководством Каныша Сатпаева) за разработку метода анализа и прогноза месторождений и составление металлогенической прогнозной карты полезных ископаемых Центрального Казахстана.

## Память
25 декабря 2003 года именем Дмитрия Казанли назван пик в массиве хребта Черского (63°26,70′ с. ш. 148°11,20′ в. д.)
.